# Gliese 688
Gliese 688 (HD 160346 / HIP 86400 / GJ 688) es una estrella de magnitud aparente +6,52 en la constelación de Ofiuco.
Situada a 34,9 años luz de distancia del sistema solar, las estrellas conocidas más cercanas a Gliese 688 son Gliese 678.1, a 2,96 años luz, y Gliese 660, a 5,34 años luz.
Gliese 688 es una enana naranja de tipo espectral K3V y 4920 K de temperatura.
Con el 36% de la luminosidad solar y un radio equivalente al 84% del radio solar, es similar a otras enanas de tipo K en esta misma constelación, tales como las componentes de los sistemas 36 Ophiuchi y 70 Ophiuchi, o Gliese 673, aunque se encuentra más distante que estas.
Su metalicidad, expresada como la abundancia relativa de hierro, es ligeramente inferior a la del Sol ([Fe/H] = -0,09) y tiene un período de rotación de 36 días.
Tiene una masa equivalente al 78% de la masa solar.
Su edad, estimada cromosféricamente y por girocronología, parece estar comprendida entre los 2640 y los 3280 millones de años.
Gliese 688 es una binaria espectroscópica con un período orbital de 83,7 días. La masa de la acompañante es de al menos 0,09 masas solares.